# Tyler Bertuzzi
Tyler Bertuzzi (* 24. Februar 1995 in Sudbury, Ontario) ist ein kanadischer Eishockeyspieler, der seit Juli 2024 bei den Chicago Blackhawks aus der National Hockey League (NHL) unter Vertrag steht und dort auf der Position des linken Flügelstürmers spielt. Zuvor war er achteinhalb Jahre in der Organisation der Detroit Red Wings aktiv, die ihn im NHL Entry Draft 2013 ausgewählt hatten, und spielte kurzzeitig für die Boston Bruins und Toronto Maple Leafs. Sein Onkel Todd Bertuzzi war ebenfalls professioneller Eishockeyspieler.

## Karriere
Bertuzzi verbrachte seine Juniorenzeit zwischen 2011 und 2015 bei den Guelph Storm in der Ontario Hockey League, die sich seine Rechte über die OHL Priority Selection gesichert hatten. Der Stürmer konnte seine Offensivproduktion dabei in jedem Jahr steigern, obwohl er große Teile der Spielzeit 2013/14 verpasste. Dennoch war er in den Play-offs mit 17 Scorerpunkten in 18 Spielen maßgeblich am Gewinn des J. Ross Robertson Cups beteiligt. Im anschließenden Memorial Cup war er mit fünf Treffern bester Torschütze des Turniers. In der Saison 2014/15 stellte er mit 98 Scorerpunkten in 68 Begegnungen eine neue persönliche Bestmarke auf und war zehntbester Scorer der gesamten Liga.
Nachdem der Angreifer bereits im NHL Entry Draft 2013 in der zweiten Runde an 58. Stelle von den Detroit Red Wings aus der National Hockey League ausgewählt worden war, hatten diese ihn bereits im Oktober 2014 verpflichtet und setzten ihn nach Beendigung der OHL-Saison bei ihrem Farmteam, den Grand Rapids Griffins, in der American Hockey League ein. In insgesamt neun Einsätzen erreichte Bertuzzi dabei 18 Punkte. Die Saison 2015/16 verbrachte er dann komplett bei den Griffins und kam 71 Mal zum Einsatz. Im November 2016 wurde der Kanadier schließlich zum ersten Mal in den NHL-Kader Detroit berufen und gab sein Debüt.
Im weiteren Verlauf der Spielzeit gewann er mit den Griffins die AHL-Playoffs um den Calder Cup und wurde dabei mit der Jack A. Butterfield Trophy als wertvollster Spieler der Playoffs geehrt. In der Folge etablierte sich der Angreifer im Aufgebot der Red Wings und verzeichnete in der Spielzeit 2018/19 jeweils über 20 Tore und Vorlagen. Im Juli 2021 unterzeichnete er einen neuen Zweijahresvertrag in Detroit, der ihm ein durchschnittliches Jahresgehalt von 4,75 Millionen US-Dollar einbringen soll. Anschließend steigerte er seine persönliche Bestleistung in der Spielzeit 2021/22 noch einmal deutlich auf 62 Punkte aus 68 Partien. Vor dem Hintergrund seines zum Sommer 2023 auslaufenden Vertrags wurde der Stürmer im März 2023 im Tausch für ein Erstrunden-Wahlrecht im NHL Entry Draft 2024 sowie einem Viertrunden-Wahlrecht im NHL Entry Draft 2025 an die Boston Bruins abgegeben. Dort beendete er die Saison und wechselte anschließend im Juli 2023 als Free Agent zu den Toronto Maple Leafs, wo er einen Einjahresvertrag mit einem Volumen von 5,5 Millionen US-Dollar unterzeichnete. In gleicher Weise schloss er sich im Juli 2024 den Chicago Blackhawks an, bei denen er einen Vierjahresvertrag mit einem Gesamtvolumen von 22 Millionen US-Dollar erhielt.

### International
Sein internationales Debüt im Trikot der kanadischen Nationalmannschaft feierte Bertuzzi bei der Weltmeisterschaft 2019 in der Slowakei, wo er mit der Mannschaft die Silbermedaille gewann. In fünf Einsätzen blieb der Stürmer dabei punktlos.

## Erfolge und Auszeichnungen
| - 2014 J.-Ross-Robertson-Cup-Gewinn mit den Guelph Storm - 2015 OHL Second All-Star Team - 2017 Calder-Cup-Gewinn mit den Grand Rapids Griffins | - 2017 Jack A. Butterfield Trophy - 2020 Teilnahme am NHL All-Star Game |

### International
- 2019 Silbermedaille bei der Weltmeisterschaft

## Karrierestatistik
Stand: Ende der Saison 2024/25

### International
Vertrat Kanada bei:
- Weltmeisterschaft 2019

(Legende zur Spielerstatistik: Sp oder GP = absolvierte Spiele; T oder G = erzielte Tore; V oder A = erzielte Assists; Pkt oder Pts = erzielte Scorerpunkte; SM oder PIM = erhaltene Strafminuten; +/− = Plus/Minus-Bilanz; PP = erzielte Überzahltore; SH = erzielte Unterzahltore; GW = erzielte Siegtore; 1 Play-downs/Relegation; Kursiv: Statistik nicht vollständig)